# カンポス・ド・ジョルドン鉄道
カンポス・ド・ジョルドン鉄道 (ポルトガル語 : Estrada de Ferro Campos do Jordão) は、ブラジルのサンパウロ州のパライバ渓谷にあるピンダモニャンガバとカンポス・ド・ジョルドンの間で運行されている電気鉄道である。この路線は旅客輸送が中心であり、現在は観光の目ともなっている。サンパウロ州政府が保有し、同州の体育・観光部が管轄している。

## 歴史
このカンポス・ド・ジョルドン鉄道は、結核の治療に理想的な気候を有する山であるマンチケーラ山脈にある町であるカンポス・ド・ジョルドンに、患者たちが迅速かつ快適に行けるようにするために、1910年にサンパウロ州知事の署名を受け公式に着工され、1914年に開業した。1924年には全線がイングリッシュ・エレクトリックにより電化され、電車のみによる運行が開始された。この路線は、当初は前述の通りカンポス・ド・ジョルドンの療養院への交通手段と農産物の出荷という建設の目的を満たしたが、やがて沿線に広がる渓谷と山との自然美という特色により乗車する観光客が増加し、観光の目玉となったことより、1970年に州政府の都市圏交通部に所属することになった。

## 技術的要目
軌間は1000mm、電化方式は直流1500Vの架線集電式である。平坦な区間では32km/h、勾配区間では16km/hの速度で登坂しており、全線47kmで電化されている。サントアントニオ・ド・ピニャールにある変電所から全線に電力を供給している。ピラクアマ駅とカシキ停留場の間にはブラジルの鉄道の最高地点が存在する。この駅間の距離は16kmであるのに対して高低差は1339mであり、同区間に存在する約11％の勾配 (つまり列車が100m進むごとに海抜11mずつ昇るということ) を、粘着運転で征服する、世界的にも稀な鉄道である。

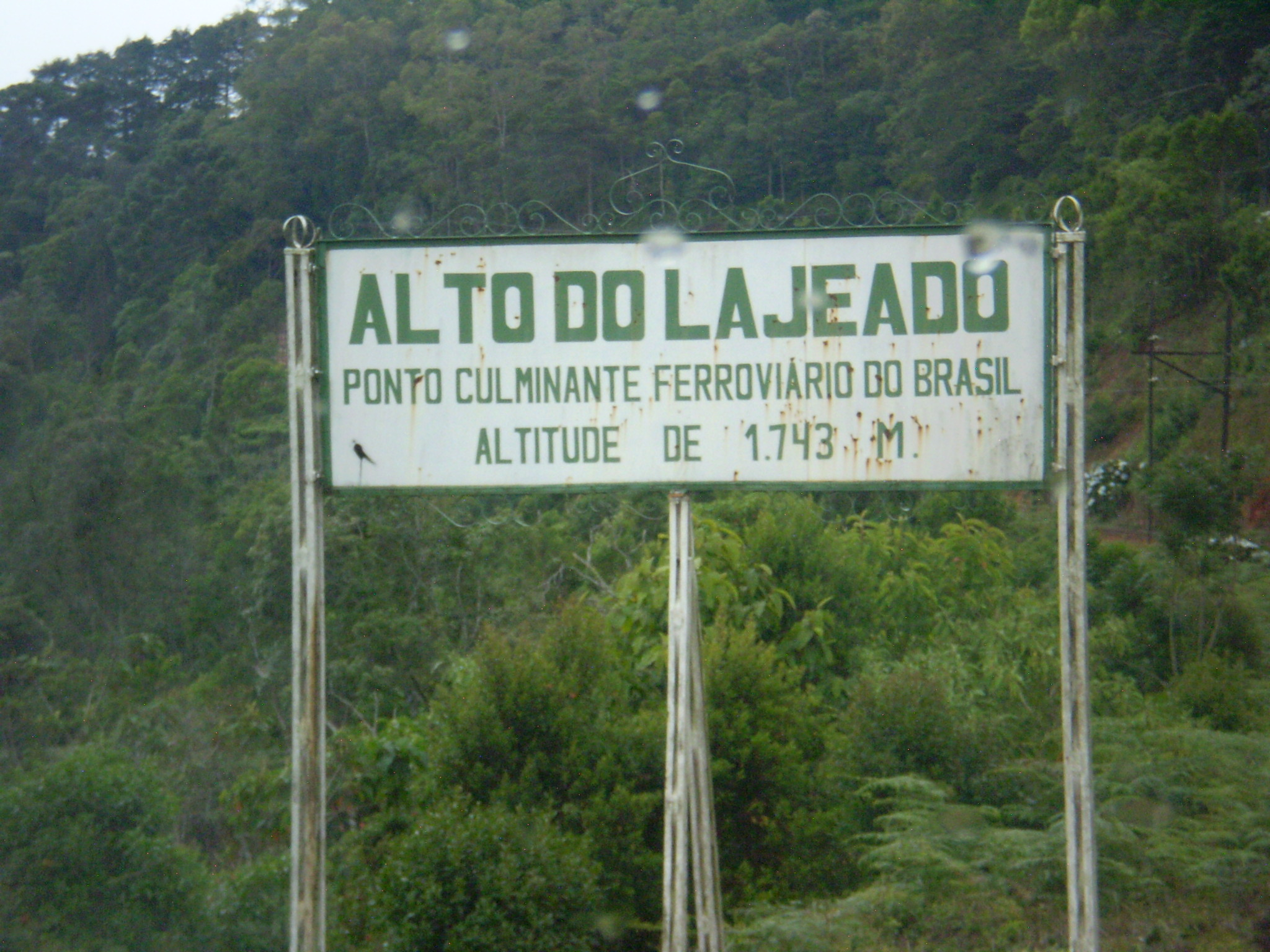
ブラジルの鉄道の最高地点であるアルト・ド・ラゲアド
海抜1743m

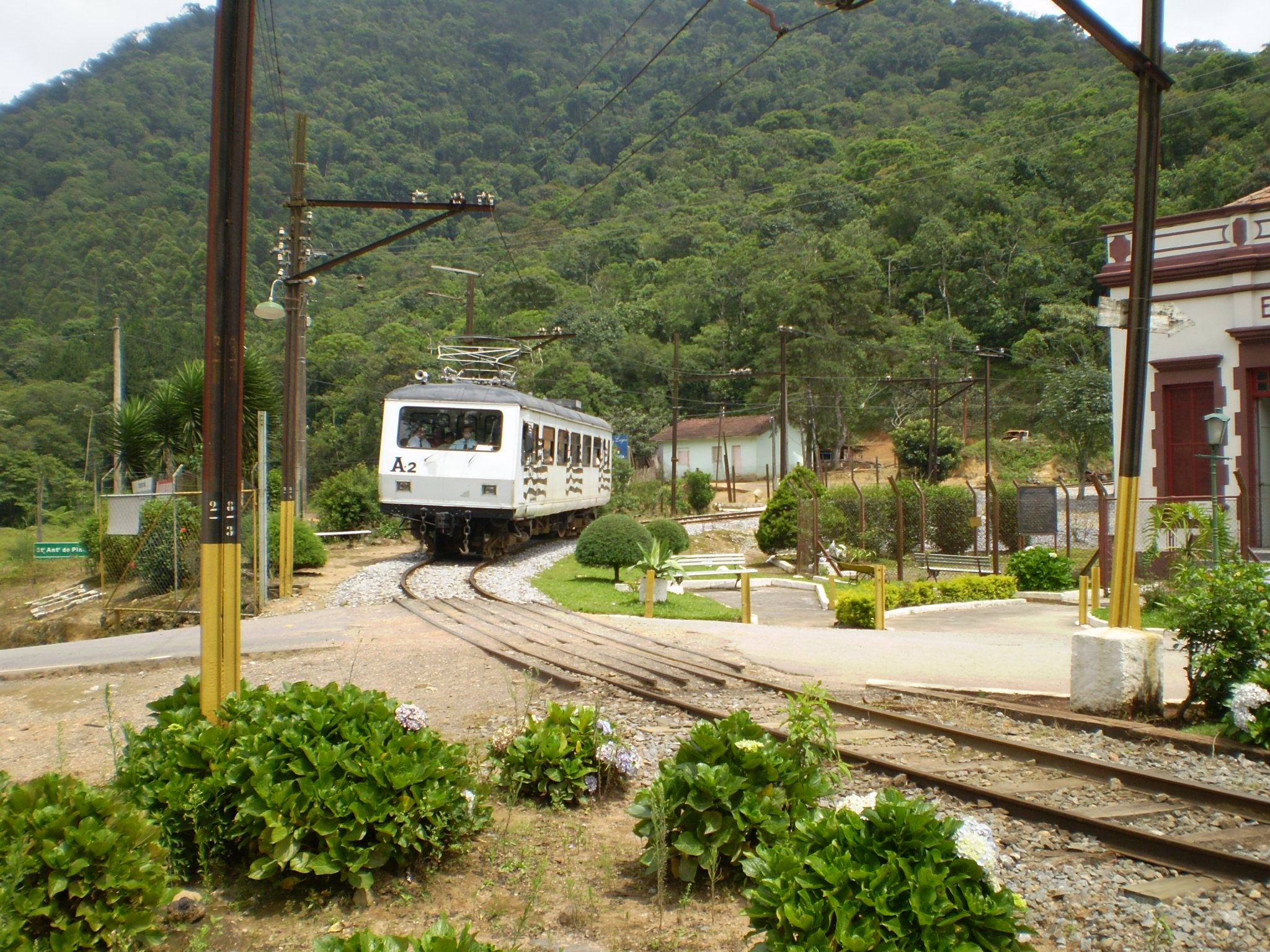
電車は製造当初は木造車体を有していた
右端は唯一の変電所

## 参考
- EFCJの公式サイト （ポルトガル語）